# Distretto di Amudat
Il distretto di Amudat è un distretto dell'Uganda, situato nella Regione settentrionale.